# Galaktion Alpaidze
Galaktion Eliseevici Alpaidze (în georgiană გალაქტიონ ალფაიძე, în rusă Галактио́н Елисе́евич Алпаи́дзе; n. 25 octombrie/7 noiembrie 1916, Imperiul Rus – d. 2 mai 2006, Moscova, Rusia) a fost un general-locotenent sovietic, Erou al Uniunii Sovietice, comandant al poligonului de testare a rachetelor de la Plesetsk în perioada 1963-1975 și laureat al Premiului de stat al URSS (1977).

## Biografie

### Tinerețea
Alpaidze s-a născut la 7 noiembrie 1916 într-o familie de țărani georgieni și a crescut în localitatea Kursebi din Georgia (care era atunci o parte componentă a Imperiului Rus). După încheierea celor șapte ani de școală elementară, a urmat studii la Liceul Industrial din Kutaisi, unde s-a specializat în tehnologia termică și energetică. A absolvit studiile secundare în 1937, după care a lucrat timp de doi ani ca electrician la o centrală hidroelectrică înainte de a se înrola în Armata Roșie în 1938. În 1940 Alpaidze a absolvit cursurile Școlii de Artilerie din Tbilisi.

### Marele Război pentru Apărarea Patriei
La izbucnirea războiului în iunie 1941, Alpaidze avea gradul de maior și era deja comandant adjunct al unui batalion de artilerie al Regimentului 36 Artilerie din cadrul Armatei 43 Sovietică. A participat la Bătălia de la Moscova (octombrie 1941 - ianuarie 1942) și apoi la operațiunile militare defensive din preajma râului Desna din august până în octombrie 1943. În acea perioadă a devenit membru al Partidului Comunist al Uniunii Sovietice. În septembrie 1943 Alpaidze a preluat comanda Regimentului 36 Artilerie, care făcea parte atunci din Armata 7 Gardă. Regimentul său a traversat Niprul și, în perioada 1-8 octombrie 1943, a respins zeci de atacuri la capul de pod al râului, distrugând numeroase tancuri, tunuri, vehicule blindate și transportoare  de trupe germane, plus un batalion de infanterie. Ulterior regimentul său a luat parte la Bătălia din România și Ofensiva de la Viena. În martie 1945 maiorul Alpaidze s-a remarcat din nou în timpul ultimei ofensive germane, Ofensiva de la Lacul Balaton, atunci când Regimentul 972 Artilerie, la comanda căruia fusese recent numit, a distrus numeroase tancuri germane și aproximativ 30 de poziții de tragere, trăgând simultan asupra a șase baterii de artilerie inamice. La 11 martie, într-o singură zi, a fost rănit de trei ori, dar a continuat totuși să coordoneze și să controleze focul unităților sale. Pentru curaj și eroism în luptă, Alpaidze a primit titlul de Erou al Uniunii Sovietice, precum și Ordinul Lenin la 28 aprilie 1945.

### Războiul Rece
După încheierea celui de-al Doilea Război Mondial, Galaktion Eliseevici Alpaidze a continuat să servească în Grupul Sudic al Forțelor Sovietice. A absolvit apoi cursurile Academiei Militare „Dzerjinski”, fiind avansat la gradul de colonel și numit comandant al unei divizii de artilerie de infanterie încartiruită la Stalingrad. În anii 1953–1955 Alpaidze a fost comandant al poligonului de antrenament al artileriei antiaeriene din Districtul Militar Caucazul de Nord. În anul 1957 a absolvit cursurile Academiei de Stat Major „Voroșilov” și a fost înaintat la gradul de general-maior. În anii 1957–1959 a fost comandant al Diviziei 4 Artilerie. În 1959, datorită cunoștințelor sale despre tehnologia termică, a fost numit comandant adjunct al poligonului de testare a rachetelor de la Kapustin Iar, viitor cosmodrom. La sfârșitul anului 1962, în timpul Crizei Cubaneze, a condus o expediție pentru alegerea unui nou teren pentru testarea tehnologiei rachetelor în scopuri militare. În calitate de șef și organizator al centrului de testare a rachetelor de cercetare cosmică și a armamentului spațial, Alpaidze a fost responsabil pentru dezvoltarea sistemelor de rachete balistice și antibalistice. El a coordonat construirea și extinderea Cosmodromului Plesetsk, contribuind la transformarea sa în cel mai mare teren de testare a rachetelor sovietice și cel mai activ centru spațial din lume. Instalațiile de lansare din acea zonă urmau să fie primele care urmau să execute atacuri preventive sau să reacționeze la atacuri în cazul izbucnirii bruște a unui război nuclear și se aflau, prin urmare, într-o stare de alertă constantă. Alpaidze trebuia să fie întotdeauna pregătit să primească ordine directe pentru o astfel de acțiune. Rachetele, care nu erau armate permanent cu focoase nucleare, aveau ca ținte principale orașe americane precum Washington, D.C., New York, Los Angeles și Chicago. În perioada 1963-1975 generalul-locotenent Alpaidze a supravegheat personal aproximativ 700 de lansări de rachete și nave spațiale în calitate de șef al Centrului de Stat pentru Cercetare Științifică până la trecerea sa în rezervă în 1975.

### Activitatea sa ulterioară
În perioada 1975-1992 Alpaizde a lucrat ca director adjunct și proiectant șef la Institutul de Inginerie Termică din Moscova. A murit în mai 2006, la vârsta de 89 de ani, și a fost înmormântat în cimitirul Troekurovskoe din Moscova.

## Decorații și premii
- Erou al Uniunii Sovietice (28 aprilie 1945, medalia nr. 5434)
- Premiul de Stat al URSS (1977)
- Ordinul Lenin (28 aprilie 1945)
- două ordine Steagul Roșu (1943 și 1944)
- Ordinul Steagul Roșu al Muncii (1971)
- Ordinul Aleksandr Nevski (1944)
- Ordinul Războiului Patriotic clasa I (1985)
- patru ordine Steaua Roșie (1942, 1956, 1961 și 1975)
- medalii de campanie și aniversare, ordine și decorații străine[8][9]

## Cinstirea memoriei
11824 Alpaidze, un asteroid de pe centura principală, descoperit de astronomul sovietic Liudmila Cernîh în 1982, a fost numit după gen.-lt. Galaktion Alpaidze.